# 1910年中国
| 中国历史 / 中国历史年表                                                                                                   |
| 世紀： 19世纪中国 / 20世纪中国 / 21世纪中国                                                                               |
| 年代： 1880年代中国 / 1890年代中国 / 1900年代中国 / 1910年代中国 / 1920年代中国 / 1930年代中国 / 1940年代中国             |
| 年份： 1906年中国 / 1907年中国 / 1908年中国 / 1909年中国 / 1910年中国 / 1911年中国 / 1912年中国 / 1913年中国 / 1914年中国 |
| 纪年： 庚戌年（狗年） |

## 大事記
- 孫中山致函新加坡同盟會會員，告以數月間大軍即可發起，為茲預函告我同志，俟一得義師發起之電，即宜速力運動籌劃，無復遲疑，要求該埠同志舉出妥員數人，專任運動籌款之事[1]:213。
- 孫中山致函暹羅同盟會會員，告以將赴美洲、南洋籌款之事專托胡漢民，深望鼎力相助[1]:213。
- 春，孫中山同舊金山致公堂《大同日報》主筆劉成禺談五權之原則：「立法、司法、行政三權，為世界國家所有；監察、考試兩權，為中國歷史所獨有。他日五權風靡世界，當改進而奉行之，亦孟德斯鳩不可改易之三權憲法也。」[1]:213
- 春，梁啟超自日本上書即將赴日本及歐美考察陸軍事宜之管理軍諮處事務、貝勒載濤，歷陳立憲應如何進行之策：「竊以為中國危急存亡之機，未有甚於今日者也。……而最危險者，乃在假新政之名，而日日朘人民之脂膏以自肥。」[1]:213
- 學部奏准禁止東西洋游學生與外國人結婚[1]:214。
- 南京滙文、宏育（光緒三十三年由基督益智兩書院合併）兩書院合併為金陵大學[1]:214。
- 青海辦事大臣創設青海蒙番學校，專收蒙番族子弟入學，為青海學校成立之始[1]:214。
- 黑龍江開辦政法學堂[1]:214。
- 山東萊陽抗捐鬥爭[2]:127。
- 湖南長沙為反對囤積糧會起義[2]:127。
- 北京圖書館創立[2]:127。
- 1月至2月，孫中山由紐約經芝加哥抵達舊金山，建立10多個同盟會分會[3]:369。

### 1月
- 同盟會南方支部運動新軍總主任倪映典由廣州至香港向南方支部報告，廣州新軍起義條件業已成熟，要求訂於正月十五（2月24日）元宵節前後發難，旋南方支部電孫中山籌款2萬元作為起義經費，並電黃興等來港主持[1]:173。
- 1月1日——清廷授協辦大學士、吏部尚書陸潤庠為大學士，法部尚書戴鴻慈為協辦大學士[1]:169。
- 1月2日——清廷命正黃旗漢軍都統李殿林為吏部尚書，貝勒載潤為正黃旗漢軍都統[1]:169。
- 1月3日——孫中山致函吳稚暉，告以美洲人心大局漸有轉機，昔日章陶之流言，無甚大礙，請在《新世紀》「多發辟邪之言，以為助力也」；清廷授世續為文華殿大學士，那桐為文淵閣大學士，鹿傳霖為東閣大學士，陸潤庠為體仁閣大學士[1]:169。
- 1月4日——孫中山致函王子匡，告以抵美洲兩月，「人心日有轉機，若有人時時鼓吹，將來必能成一大助力也」[1]:169。
- 1月10日——孫中山自紐約致函芝加哥基督教牧師蕭雨滋，告以一俟日間事妥，「當改道過貴埠與諸君子相會，詳籌光復大計也」；學部奏准籌辦京師分科大學，計設經、法政、文、格致、農、工、商、醫八科，其經科大學准令外國人入學[1]:170。
- 1月16日——各省諮議局國會請願代表團代表孫洪伊等至都察院呈遞召開國會請願書，要求清廷定一年以內即開國會，是為第一次國會請願運動[1]:170。
- 1月18日——孫中山抵芝加哥，在歡迎會上發表長篇演説，旋即成立同盟會芝加哥分會，入會者梅光培等12人，公推蕭雨滋、梅喬林為會長[1]:171。
- 1月19日——上海預備立憲公會選舉朱福銑為會長，張謇、孟昭常為副會長[1]:171。
- 1月23日——黃興應同盟會南方支部之邀，自東京啟程赴香港，策劃廣州起義[1]:171。
- 1月25日——黃興過神戶赴香港策劃軍事，因資金短絀，臨行致書日人萱野長知托為籌款[1]:172。
- 1月29日——黃興抵達香港[1]:172。
- 1月30日——清廷就孫洪伊等呈請速開國會一事，傳諭俟將來九年預備業已完全，國民教育普及，屆時必毅然降旨，定期召集議院[1]:172。
- 1月31日——印度政府接到達賴喇嘛之乞援電，內稱中國軍隊正向西藏進發，建議印政府向北京政府提出覺書，言明此種行動違反中英藏間一切條約精神及保持藏政府現狀之協定，如果藏局長此混亂不安，印將不得不向亞東、江孜增加衛隊[1]:172-173。

### 2月
- 光復會重建，在東京設總部，以章太炎、陶成章為正、副會長[1]:178。
- 2月2日——前考察各國財政大臣唐紹儀奏陳各國財政要政七端：公債、劃一幣制、定虛金本位，造幣、修改税則、保護民間財產、國有營業[1]:173。
- 2月4日——黃興以革命軍人才缺乏，自香港致書日人宮崎寅藏，請速招步炮工佐尉官多名來援；民政部六品警官黎宗岳等在京城發起組織「國會期成會」，嗣即致書各省諮議局，希聯合各地方自治憲政會等設立「國會期成分會」，舉代表入北京請願[1]:173。
- 2月5日——譚人鳳應黃興電邀抵達香港，參加廣州新軍起義；督辦川滇邊務大臣趙爾豐奏報，進藏川軍已過察木多，由三十九族間道入藏，邊軍仍遙為聲援，清廷命鍾穎督飭所部妥慎前進，倘有番眾抗阻，即設法開導解散[1]:173-174。
- 2月6日——孫洪伊等電各省紳商學團體，暫以京師代表團為「速開國會同志會」總部，即請各省趕設分會，舉員到北京再上請願書[1]:174。
- 2月7日——清廷命安徽巡撫朱家寶將光復會會員熊成基在長春就地正法，2月27日熊成基赴死；達賴代表抵達北京，2月21日晤英公使朱爾典求援[1]:174。
- 2月9日——廣州新軍二標士兵與警察交哄，當晚倪映典急至香港報告，黃興與胡漢民等商議，決定廣州新軍起義提前於正月初六日（2月15日）舉行；駐藏幫辦大臣溫宗堯在拉薩布達拉宮會晤達賴，商討川軍入藏事宜[1]:174-175。
- 2月10日——孫中山自芝加哥抵達舊金山，同舊金山同盟分會會長李是男、書記黃伯耀談話：「擴大少年學社，公開為中國同盟會是體；擴大《美洲少年》，改組為日報是用。有體有用，我們黨的宗旨和作用才發揮出來。……你們想辦法把這兩件事辦好，這就是我來金山大埠的宗旨」；廣州新軍二標士兵數百人入城，毆打警察，搗毁警局數處，粵督袁樹勳聞變下令彈壓，當晚倪映典趕回廣州決定起事；達賴喇嘛向清廷報告安抵拉薩[1]:175。
- 2月11日——達賴喇嘛約駐藏幫辦大臣溫宗堯於布達拉宮相見，商討和平辦法，達賴面允調回各處阻兵藏兵眾等三事，溫宗堯亦允不侵損達賴固有教權等四事[1]:175。
- 2月12日——中國同盟會領導第一次廣州起義[2]:127。是日倪映典入新軍兵營發動起義，被推為司令，率兵千餘人攻省城，事敗，倪映典中彈被擒死[4]:218，起義士兵犧牲百餘人；川軍馬兵480名、步兵200名先行抵拉薩，全藏震動，午夜達賴偕各大臣由200名衛隊護衛自拉薩出逃[1]:175。
- 2月15日——清廷為廣州新軍起義事，命軍諮處、陸軍部、南北洋大臣，於所有新舊各軍嚴密稽查，其逆行顯著查有實據者，即嚴行懲辦，並嚴禁聚眾開會演説[1]:176。
- 2月16日——容閎致孫中山函，提出「紅龍計劃」及進行步驟：「㈠自銀行貸借150萬至200萬美元作為活動基金；㈡成立臨時政府，任用有力之人以管理占領之城市；㈢任用一有能力之人統率軍隊；㈣組訓海軍」；孫中山改組少年學社為同盟會舊金山分會，加盟者16人，公推劉成禺、黃魂蘇、李是男為會長，孫中山主盟，改誓詞為「廢滅韃虜清朝，創立中華民國，實行民生主義」，「中國同盟會會員」改為「中華革命黨黨員」；孫中山致函紐約同盟會會員，告以同盟會廣州新軍舉義，需款甚急，望各同志速向大眾華僑籌捐，以救此急，同日並以同一內容函覆紐約同盟會會員趙公璧[1]:176。
- 2月20日——立憲派報紙《國風報》在上海創刊，係旬刊，編輯兼發行人何國楨，總撰稿人梁啟超，至1911年7月停刊，共出52期；達賴行抵亞東，當即托英商務委員轉告藏方，稱本人決往印度就商英印政府，將向英政府請求「保護」[1]:176。
- 2月21日——清廷命駐藏大臣聯豫等即迅跟踪尋覓達賴，派員迎護回藏[1]:176。
- 2月22日——孫中山致函趙公璧，表示擬久留美國，到各埠聯絡同志成大團體，以籌巨款[1]:177。
- 2月23日——英外交大臣就川軍入藏一事，訓令駐北京代辦莫勒向外務部提出抗議，聲言英國「須採取相當手段以保護其利益」[1]:177。
- 2月24日——孫中山抵舊金山即接荷馬李來信，是日覆信表示，一俟舊金山事務安頓妥後，即盡早前來與荷馬李及布思晤聚[1]:177。
- 2月25日——清廷以達賴喇嘛出逃事，命革去達賴喇嘛名號，視與齊民無異，並着駐藏大臣聯豫迅即另立新達賴[1]:177。
- 2月26日——清廷以達賴已革去名號，溫宗堯開缺赴川，所有藏中一切善後事宜，即責成駐藏辦事大臣聯豫悉心經理[1]:177。
- 2月27日——上海預備立憲公會召開全體會員大會，議決要求召開國會，於北京增設事務所，會報遷至北京出版發行；清廷命郵傳部尚書徐世昌協辦大學士；清廷派盛宣懷充中國紅十字會會長；外務部以書面答覆英公使，聲明派兵入藏係維持治安，保護商埠，並監視藏人履行條約，達賴無端出走，應認自動放棄職責，中國政府決不因達賴個人之去留而變更西藏政局；達賴行抵大吉嶺，錫金政務官柏爾前往叩謁，達賴述及出亡原因及經過，聲言本人特來印度求助英方以反抗中國[1]:177。
- 2月28日——孫中山在舊金山華僑群眾大會上發表演説，論述革命必要性，着重解釋「革命」二字意義，謂此乃「神聖之事業，天賦之人權，而最美之名辭也」；俄公使廓索維慈照會外務部，稱俄國150萬佛教徒尊崇達賴，願中國撫綏藏事，勿用強硬手段[1]:177-178。

### 3月
- 孫中山以美國同盟會舊金山分會，建立「美洲三藩市中國同盟會總會」（通稱「美洲同盟總會」）[3]:369-370，作為全美總會，下轄紐約、芝加哥及加州各埠分會，舉張藹蘊重新起草章程，新章程依據美國憲法之精神，設立立法、行政、司法三部，建立三權分立體制[1]:182。
- 3月1日——孫中山自舊金山覆函紐約同盟會會員趙公璧，重申擬在美久留，以聯絡同志，「借集大款，然後遲謀再舉」；孫中山自舊金山致函同盟會南洋支部負責人鄧澤如，告以「美洲華僑前時多附和保皇，今大為醒悟，漸有傾向革命之勢，不日當可聯成各埠為一大團體，以贊助吾黨之事業」[1]:178。
- 3月9日——外務部向駐北京各公使宣布達賴喇嘛應廢理由，聲明所有藏中交涉事宜，中國政府照舊實行[1]:179。
- 3月10日——根據容閎之「紅龍計劃」，是日至3月14日孫中山在洛杉磯之長堤與美國友人荷馬李及布思舉行會談，「長堤會談」之要旨：㈠中國革命黨暫行中止長江流域及華南地區準備未周的起義，㈡由中山先生以「中國同盟會總理」的名義委任布思先生為「海外財務代辦」賦以全權俾向紐約財團洽商貸款，㈢運送在美訓練的中國軍官若干人到中國國內充實革命武力，㈣貸款總額共計350萬美元[1]:179。
- 3月11日——《天鐸報》在上海創刊，湯壽潛發起，陳布雷為經理，1913年停刊；清廷命三多接任庫倫辦事大臣；清廷命新噶勒丹池巴羅布藏丹已代理達賴，其噶布倫以下各藏官均着照舊供職[1]:179。
- 3月14日——達賴在加爾各答晤印度總督閔陀，要求英方擊退中國之勢力，恢復當年達賴五世之地位，非待一切問題獲行解決，決不回藏[1]:180。
- 3月17日——孫中山致函容閎，告以曾向布思提出貸款1,000萬美元之建議，交換條件是：如有一省光復，即委任美國財務管理人為中國海關税務人員，並給予幾項工商業專利權；清廷准陸軍部尚書鐵良以病解職，以陸軍部左侍郎蔭昌為陸軍部尚書，未到任前仍以左侍郎壽勳署理，次日改蔭昌為署任；軍機處電川滇邊務大臣趙爾豐切實整頓藏中內政，遵守條約，維持黃教[1]:180。
- 3月18日——出使美國大臣張蔭棠就孫中山在舊金山倡言革命事電告外務部，經密商美外部將孫驅逐出境，美外部表示此事與美例不合，礙難照辦[1]:180。
- 3月19日——黃興致書日本人宮崎寅藏，陳述廣州新軍起義失敗經過，並稱革命黨勢力已遍及於全軍隊，此次失敗不過解散一部分，而其主力仍在；清廷命駐藏大臣聯豫，達賴喇嘛名位不可久虛，着傳諭各呼圖克圖等認真訪尋靈異幼子，作為前代達賴喇嘛之真正呼畢勒罕[1]:180。
- 3月21日——孫中山自洛杉磯抵達舊金山，次日赴檀香山；清廷以內閣侍讀學士梁誠為出使德國大臣[1]:181。
- 3月27日——清廷據傳孫中山在日本儲槍3萬餘支，派人運往緬甸，潛到雲南廣西，是日詔命嚴密稽查防範[1]:181。
- 3月28日——孫中山抵達檀香山，同日孫中山致書黃興，告知「長堤計劃（即長堤會談）」要旨，並就建立基地以訓練革命黨人和貯藏從海外輸入之武器事，徵求意見[1]:181。孫中山抵檀香山，改組興中會為中國同盟會檀香山分會[5]:56。
- 3月31日——南洋雪蘭莪二十六埠中華商務總會代表陸乃翔抵達上海，4月11日上海報界開歡迎會，馬相伯演説希望政府給予言論自由權，參預政治，保護國家利益，旋陸乃翔離開上海前赴北京，請速開國會；清廷諭駐藏辦事大臣聯豫，今日治藏要圖，重在整頓，不重在改革[1]:181-182。

### 4月
- 4月1日——清廷調學部尚書榮慶為禮部尚書，命吏部左侍郎唐景崇為學部尚書[1]:182。
- 4月2日——同盟會會員汪精衛、黃復生、喻培倫等在北京甘水橋謀炸攝政王載灃，未遂，4月16日汪、黃被捕[1]:182。
- 4月3日——孫中山在檀香山出席火奴魯魯荷梯厘街華人戲院歡迎會並發表演説，聽眾2,000餘人，當晚在自由新報社召集會議，將中華革命軍改組為檀香山同盟分會，令一律改寫盟書，補行同盟會入會手續，同盟會誓詞為「廢除韃虜清朝，創立中華民國，實行三民主義」18個字，推梁海為會長，加盟者20餘人；國會同志會上海支部成立，舉幹事長一名，設庶務、書記兩部，規定每月舉行談話會二次[1]:182。
- 4月10日——孫中山致函荷馬李，通報廣州新軍起義失敗原因及國內革命運動近況，並詢問荷馬李、布思在美活動有何進展[1]:183。
- 4月11日——英代辦莫勒照會外務部，聲明西藏內政如有變更，英政府不允妨礙廓爾喀、布丹、哲孟雄之國體[1]:183。
- 4月21日——清廷命駐藏辦事大臣聯豫將已革達賴誘回內地於山西五台山寺廟安居，或誘回西藏擇一寺廟令其靜坐，一面設法保護[1]:184。
- 4月22日——宮崎寅藏偕兒玉右二受日本陸軍大臣寺內正毅之托，離開東京前赴香港約晤黃興，調查中國革命黨情況[1]:184。
- 4月26日——英國侵占片馬[2]:127。清廷命河南巡撫吳重熹到北京另候簡用，調寶棻為河南巡撫，程德全為江蘇巡撫，未到任以前以陸鍾琦暫行護理；李經羲電外務部稱，英人借口片馬事件，爭奪野人山界址，請照會英使派員重勘[1]:185。
- 4月28日——清廷命奉天巡撫缺着即裁撤，以東三省總督錫良兼管奉天巡撫事[1]:185。
- 4月29日——清廷命將謀刺攝政王之汪精衛、黃復生交法部永遠監禁，羅世勳監禁10年[1]:185。

### 5月
- 5月4日——孫中山函覆芝加哥同盟會會員梅培，勉勵吾黨同志「各竭其能力，從種種方面以助革命之進行」，並告以檀香山加盟者現已達800餘人[1]:185。
- 5月5日——孫中山函覆紐約同盟會會員，指出長沙搶米風潮，有利於吾黨，並謂「起事之前未有所聞」[1]:186。
- 5月9日——天津《北方報》創刊，因其廣告內有「監督政府」字樣，被直隸總督陳夔龍下令封閉[1]:186。
- 5月12日——布思致函孫中山，希望囑部屬加強組織，勿急於行動，以俟時機成熟，因每一次失敗在美國報紙刊登，令人失望，影響借款計劃；宮崎寅藏偕兒玉右二抵達香港，同黃興談中國革命形勢問題，為時一周，是日離開香港返回日本[1]:186。
- 5月13日——黃興自香港致書孫中山，詳述革命大計，提出由廣東省城下手，聯絡各省軍隊與會黨，待籌借巨款成功，先刺殺李淮一人，然後發動軍隊，占領廣州[1]:186。
- 5月14日——署兩廣總督袁樹勳奏請設廣東大學，先辦法政分科，續辦商工兩分科[1]:186。
- 5月15日——直隸總督陳夔龍以時局阽危，奏陳管見四端：鎮撫民氣、挽救士風、整頓軍紀、規劃財政，清廷命各部按照所陳，查核情形具奏[1]:186-187。
- 5月16日——孫中山在檀香山希爐雞地戲院演説，並宣布成立檀香山同盟會希爐同盟分會，宣誓入會者385人[1]:187。
- 5月20日——中國同盟會通告各國駐北京外交使團，將準備起事推翻清朝，請其保持中立；駐藏辦事大臣聯豫奏陳在藏西、北、南、東及三十九族地方各設委員一員，管理刑名詞訟，清查賦税數目，並責成委員切實籌辦振興學務工藝，招來商賈，經營屯墾，調查礦山鹽場[1]:187。
- 5月22日——上海預備立憲公會等15團體開會歡送第二次請願國會代表前赴北京，次日第二次國會請願代表沈縵雲等離開上海北上；錫良奏請飭撥款籌辦葫蘆島不凍口岸[1]:188。
- 5月24日——孫中山致函荷馬李談在廣州灣地區建立訓練基地及同香港某商號訂購軍火事，並告擬於5月30日赴日本，為未來計劃作準備[1]:188。
- 5月25日——孫中山致函紐約同盟分會會員，告以近接東方來信，知中國內地各情更急，遂於於5月30日赴日本與同志商辦善後事宜，並謂「現時美洲各埠華僑漸有歸心革命之趨勢，望各同志務要乘機鼓舞，使革命思潮日進不已」；清廷欽選納多額之孫以芾等10人為資政院議員，同日資政院奏陳各省諮議局議員一律選定，民選議員定額100人，選定98人，新疆2人未選，欽定議員101人（內總裁、副總裁、秘書長各1人），定額100人，2人緩派[1]:188。
- 5月26日——清廷以郵傳部左侍郎汪大燮充出使日本國大臣[1]:188。
- 5月28日——梁敦彥因病給假，清廷命外務部左侍郎鄒嘉來署外務部尚書兼會辦大臣[1]:189。
- 5月30日——孫中山乘「蒙古」船離開檀香山前赴日本[1]:189。

### 6月
- 6月5日——南洋勸業會在南京開幕，南洋勸業會被譽為「中國之萬國博覽會」，場內分設農業、醫藥、教育、工藝、武備、機械、美術、通運八館，及各省陳列館、各國參考館，以及勸工場等，兩江總督張人駿為會長，展期6個月[1]:189-190。
- 6月10日——孫中山抵橫濱，與黃興和各省在日本之部分革命黨人秘密會晤，提出本年冬季前暫緩舉行全面起義，俟布思在美籌得巨款後再行發動[1]:190。
- 6月11日——孫中山由橫濱抵東京，與黃興、趙聲、宋教仁、譚人鳯等開始密商革命方略，謀在東京設立秘密機關，以為聯絡及統一各省團體行動使歸趨一致，並函請檀島同志籌捐經費[1]:190。
- 6月12日——清廷實授瑞澂為湖廣總督，楊文鼎為湖南巡撫[1]:190。
- 6月16日——各省諮議局國會請願代表團代表孫洪伊等80餘人第二次向都察院遞請願書10份，請速開國會，是為第二次國會請願運動[1]:190-191。
- 6月22日——孫中山復函布思，告以抵日本與中國同盟會部分領導人會晤，已將布思建議轉告各省，今年冬季前停止舉事；孫中山自東京致函紐約同盟會會員，指稱「長沙排外事件，此純屬飢民舉動，不是革命黨所為」，並告可能離開日本[1]:191。
- 6月25日——孫中山離東京赴新加坡[1]:191。
- 6月下旬——應布思之請，孫中山自橫濱寄去中國同盟會17省代表簽名書（由黃興等簽署），確認孫中山之領袖地位，作為向美國財務人之保證[1]:192。

### 7月
- 7月1日——留日學生千餘人在東京錦輝館開會，討論第三次國會請願辦法，議定聯合全國軍學紳商各界結成一大團體，支援第三次請願；日本將租借之旅順口開為萬國商場[1]:192。
- 7月11日——孫中山自東京抵新加坡，隨即函邀各地革命黨人前來會商革命方針[1]:193。
- 7月14日——孫中山致函南洋各埠中國同盟會會員，告以此次南來，「欲重新整頓團體，以求吾黨勢力之進步」[1]:193。
- 7月15日——孫中山自新加坡致函美國友人布思，説明今後行止，並詢其近況[1]:193。
- 7月16日——外務部電出使法國大臣劉式訓稱，駐京法使密告孫文革命黨由暹羅運械赴雲南[1]:194。
- 7月19日——孫中山自新加坡赴庇勝，重整當地黨務，重新議訂分會總章，並依照美洲及檀香山同盟會之例，改良盟書，其誓詞為：廢除韃虜清朝，創立中華民國，實行民生主義[1]:194。
- 7月20日——孫中山自檳榔嶼致函吳稚暉，請與歐洲同志密商營救汪精衛[1]:194。
- 7月24日——孫中山致函新加坡同盟會會員黃甲元，請籌款3,000元，與同志新軍隊官張偉吾共同整頓南洋《中興日報》[1]:195。
- 7月26日——清廷授鄒嘉來為外務部尚書兼會辦大臣[1]:195。

### 8月
- 8月2日——孫中山派格蘭回海南考察，以建立「他日響應兩粵之地」，是日致函中國同盟會會員符樹蘭等，望為「一臂之助」[1]:195。
- 8月9日——各省諮議局聯合會在北京開第一次會議，討論速開國會等議案，到直隸、浙江、福建、四川、湖北、奉天、黑龍江、江蘇、江西、廣西、山東等省正副議長或諮議局代表多人，舉湯化龍為會長，蒲殿俊為副會長，推選孫洪伊等9人為審查員[1]:196。
- 8月11日——孫中山致函荷馬李，告以原訂延至今冬之長江起義，將繼續延期，直至募款計劃成功為止，請其繼續執行原訂計劃[1]:197。
- 8月17日——清廷命大學士世續開去軍機大臣，專管內閣事務，授貝勒毓朗、協辦大學士徐世昌為軍機大臣[1]:197。清廷命候補侍郎唐紹儀署郵傳部尚書，未到任以前以署郵傳部右侍郎沈雲沛暫署[1]:198。
- 8月20日——美國舊金山同盟會員李是男等出版之《美洲少年周刊》改為《少年中國晨報》，推黃伯耀為總理，黃超五為總編輯[1]:198。
- 8月24日——孫中山致函鄧澤如，為避免南洋各殖民地政府之干涉，指示重新改訂盟書，其前之中國同盟會會員字樣，今改為中華革命黨黨員[1]:199。
- 8月25日——清廷命各省按察使改為提法使[1]:199。
- 8月29日——孫中山致函檀香山同盟會會員，請籌款維持香港支部及營救汪精衛[1]:199。

### 9月
- 9月4日——孫中山自檳城致函布思，促其先寄5萬美元，以便進行起義準備工作[1]:200。
- 9月5日——孫中山致函荷馬李，請設法寄5萬美元，為廣洲起義之軍火費用，並相約「當我收到此五萬美元時，即可啟程，與你在英會合」；「中國報界俱進會」在南京成立，9月6日議決該會章程，全國各地40家報館入會[1]:200。
- 9月7日——江寧將軍清銳因病解職，清廷以前陸軍部尚書鐵良為江寧將軍[1]:201。
- 9月8日——雲貴總督李經羲電各督撫，謂近日大病在無人，大難在無主腦，改革不從簡單入手，請於維新根本，各貢條陳[1]:201。
- 9月18日——湖北新軍革命團體「群治學社」更名為「振武學社」，在武昌召開成立會，推楊王鵬為社長，通過章程；美國陸軍部長狄金生抵北京，9月21日入覲攝政王載灃[1]:202。
- 9月22日——雲貴總督李經羲電各省督撫，主張先設內閣國會，再行借款築路[1]:203。
- 9月24日——美國實業團考察南洋勸業會，次日游明陵，9月26日考察各機坊、參觀兩江師範學堂及海軍學堂，9月27日至10月24日實業團先後到鎮江、蕪湖、九江、大治、漢口、北京、天津、唐山、烟台、福州、廈門、廣州等地考察[1]:203。
- 9月27日——清廷授郵傳部尚書徐世昌為大學士，以吏部尚書李殿林為協辦大學士[1]:203。
- 9月29日——孫中山復函荷馬李，表示如布思籌款計劃未能成功，則我黨財政代表之委任不得不予以撤銷[1]:203。

### 10月
- 孫中山函鄧澤如，表示決意不再外求他人，而欲盡吾黨之力，以圖再舉，現在時機之好，十萬之數便可預備一發，此款冬間當要需用，請與各同志預為設法，並告以將於一二月內親往小呂宋「以集此資」[1]:207。
- 10月1日——廣九鐵路建成通車，全長182公里，香港英政府承修深圳至九龍段，計36公里[1]:204。
- 10月3日——資政院開院，到議員154人，慶親王奕劻宣讀敕諭，攝政王載灃致訓辭，同日各省諮議局開第二屆會議[1]:204。
- 10月7日——孫洪伊等再會同直隸代表共23人前往攝政王府上請願書，民政部尚書善耆接見並允代轉請願書，是為第三次國會請願運動[1]:204。
- 10月10日——清廷命度支部尚書載澤、郵傳部左侍郎盛宣懷為查辦開平礦案事務大臣，確切查覆，據實具奏[1]:205。
- 10月11日——中國同盟會員于右任在上海籌辦之《民立報》創刊，主筆為宋教仁、呂志伊、范鴻仙、徐血兒、葉楚傖、邵力子等人，以「喚起國民責任心」為宗旨[1]:205。
- 10月16日——孫中山致函檀香山同盟會會員告以與各地商議，已決策定計，不久再舉，提出舉預備之費需10萬元，務望即日舉行開捐，凡我漢人，皆當助成此事[1]:205-206。
- 10月18日——第一次全國運動會在南京舉行，參加運動員150名，分田徑、足球、籃球、網球等比賽項目，至10月22日閉幕[1]:206。
- 10月29日——清廷以署兩廣總督袁樹勳因病解職，命張鳴岐署兩廣總督，未到任以前，由廣州將軍增祺暫行兼署，沈秉堃補授廣西巡撫[1]:207。

### 11月
- 孫中山為貫徹檳城策訂之起義計劃，函美洲致公堂同志，請籌捐經費10萬元，要求美洲各埠同志，各盡義務，惟力是視[1]:210。
- 11月4日——清廷諭令縮期召開國會，改於宣統五年實行開設議院，在國會未開前先將官制厘定，預行組織內閣，同日並諭令民政部及各省督撫剴切曉喻請願召開國會之各省代表，即日散歸，各安職業[1]:208。
- 11月5日——清廷派資政院總裁溥倫、度支部尚書載澤充纂擬憲法大臣[1]:208。
- 11月6日——清廷開釋汪精衛、黃復生[1]:208。
- 11月8日——孫中山覆函布思，告以如在今後三個月內不能籌募所需款數，我們將不再等待，而將自行採取措施[1]:208。
- 11月10日——英、法、德、美四國銀行團成立[2]:127。英國、美國、法國、德國銀行團關於中國鐵路借款協定在倫敦成立[1]:208。
- 11月13日——孫中山在檳榔嶼召集會議，黃興、趙聲、胡漢民等出席，決定籌款謀在廣州起事，並決定起義仍以新軍為主，另擇革命黨500名當先鋒，佔據廣州後，黃興率一軍出湖南趨湖北，趙聲率一軍出江西趨南京，長江流域各省舉兵響應，會師北伐；清廷命前山東巡撫袁大化補授為新疆巡撫[1]:209。
- 11月20日——孫中山致函壩羅同盟分會負責人李源水，談籌款以謀舉事[1]:209。
- 11月中旬——孫中山召集檳榔嶼同盟會會員開會，作募捐動員，孫中山在會上演説，號召即席認捐8,000元，旋各同志往各埠分頭勸募，數日之內已達五六萬元[1]:209。
- 11月26日——孫中山致函壩羅同盟會分會負責人李源水、鄭螺生，告以日間即須動身親往歐美，已電召胡漢民到壩羅協辦一切；孫中山致函鄧澤如、李夢生，指出大舉時機既近，吾人決為破釜沉舟之計，望加緊籌款[1]:210。
- 11月27日——孫中山致函日人宮崎寅藏、萱野長知，告以「弟今重作歐美之行，以十二月六日發途，數月內當可東還，應期舉事」，希望在日本作援臂一助[1]:210。

### 12月
- 12月3日——慶親王交劻在北京什剎海遇刺，未中[1]:211。
- 12月4日——清廷裁撤陸軍部尚書，改設陸軍大臣，改籌辦海軍處為海軍大臣，以尚書蔭昌、貝勒載洵分任陸、海軍大臣[1]:211。
- 12月6日——孫中山自檳榔嶼啟程赴歐美籌款[1]:211。
- 12月10日——孫中山抵科倫坡，同日致函鄧澤如，告以此行有特別之外交問題，須往英京，順此趕赴美國向華僑籌款[1]:211。
- 12月16日——孫中山復函布思，告以現正採取獨立措施，於數月內大舉，望其解囊相助[1]:212。
- 12月26日——慶親王奕劻奏請開去軍機大臣及總理外務部事務要差，清廷命毋再固辭[1]:213。
- 12月28日——孫中山抵巴黎[1]:213。